# Guy Dardel
Guy Dardel (né à Puteaux le 20 février 1957) est un militant d'extrême gauche français. À partir de 1971, il milite à la Gauche prolétarienne, dont son frère Dominique est membre fondateur.

## Biographie
Guy Dardel est le fils de Georges Dardel, qui fut  maire de Puteaux, sénateur, et président du conseil général de la Seine. Guy Dardel est présenté dans plusieurs rapports des Renseignements généraux comme le chef de la bande de Rueil-Malmaison. De 1970 à 1973, il est actif au sein de La Cause du peuple et du Secours rouge de Puteaux avant de participer à partir de 1976 à l'émergence du Mouvement autonome en France avec la création en 1977 du collectif « Autonomie et Offensive » proche du  groupe réuni autour de la revue Camarades de Yann Moulier-Boutang. Il est alors politiquement et idéologiquement proche du courant dit de l'opéraïsme italien et de son dirigeant Oreste Scalzone. Au début des années 1980, il participe et organise le soutien en France de centaines de réfugiés italiens fuyant la répression.
À partir de 1985, Guy Dardel anime l'émission à destination des prisonniers Parloir libre sur Radio Montmartre, puis radio Tomate et Lucrece. En 1986, il participe à la création de Prolétaires pour le communisme puis du Comité des mal-logés. L'année suivante, il participe à la fondation du « Comité national contre la double peine » et du collectif « résistance des banlieues », avant de suivre Jacques Soncin fondateur de Fréquence Paris Plurielle (FPP) dans cette aventure en 1992. Il aura également un rôle, quoique mineur, au Mouvement de l'immigration et des banlieues (MIB) en 1995. Il est encore, en 2024, salarié de FPP 106.3 FM.

## Publications
- Guy Dardel, Un Traître chez les totos (roman), Actes Sud, 1999. Semi fiction sur l’infiltration policière dans les groupes autonomes.
- Guy Dardel, Hinterland (roman), Noesis, 2000
- Guy Dardel, Noir de taule (nouvelle), les Belles lettres, 2002.
- Guy Dardel, Le Martyr imaginaire, No Pasaran, 2005. Essai autour des pratiques de délation et les calomnies du romancier Didier Daeninckx.
- Guy Dardel, Autoportrait, in Jean-Christophe Brochier et Hervé Delouche, Les nouveaux Sans-culottes : enquête sur l'extrême gauche, Grasset, 2000.